# رحیم خاکی
رحیم خاکی قاری، مدرس و داور بین‌المللی قرآن، رئیس سابق فرهنگسرای قرآن تهران، مدیرکل میراث فرهنگی و گردشگری استان البرز و مشاور امور قرآنی وزارت ورزش و جوانان است.

## زندگی‌نامه
خاکی زادهٔ ۱۳۵۳ در شهرستان مراغه، دارای لیسانس ادبیات فارسی (دانشگاه علامه طباطبائی) و فوق لیسانس مدیریت بین‌الملل از کشور لهستان و دانشجوی دکتری مدیریت رسانه در دانشگاه تهران و عضو هیئت علمی رسمی جهاد دانشگاهی است.
از مهم‌ترین آثار مشترک ایشان می‌توان به انتشار آلبوم آموزش صوت و لحن و نغمه‌شناسی قرآن سال ۱۳۷۲ در قالب ۸ نوار درسی از سوی انتشارات دانشگاه تهران و آلبوم آموزشی که شامل ۲ نوار و همچنین نگارش یک کتاب که از سوی مؤسسه سبز آرنگ منتشر شده‌است، اشاره کرد. رحیم خاکی در اجرای سبک‌های مختلف مهارت ویژه داشته و یکی از مقلدان سبک‌های قدیمی تلاوت قرآن در جهان اسلام است. به دلیل انتشار آلبوم آموزش صوت و لحن به زبان‌های مختلف، آثار او در کشورهای عربی تدریس می‌شود. رحیم خاکی به زبان‌های فارسی، آذری، ترکی استانبولی، عربی و انگلیسی مسلط است و با زبان‌های لهستانی و روسی آشنایی دارد. رحیم خاکی صاحب نظریهٔ «قرآن‌شهر یا شهر حقیقی قرآن» است که سال‌هاست این موضوع را در عرصهٔ ملی و بین‌المللی پیگیری می‌کند. او در سال ۱۳۸۳ در نخستین همایش نخبگان از طرف رئیس‌جمهور وقت و به انتخاب سازمان اوقاف و امور خیریه مورد تجلیل قرار گرفت. همچنین وی یکمین استاد جوان فردی است که در مهر ۱۳۸۹ از طرف بنیاد ملی نخبگان به عنوان نخبهٔ قرآنی معرفی شده و نشان درجهٔ یک این بنیاد را از دست رئیس‌جمهور دریافت کرده‌است

## رتبه‌های کسب‌شده
1. نفر نخست مسابقات دانشجویان کشور سال ۱۳۷۳ مشهد مقدس
2. نفر نخست مسابقات بین‌المللی کشور سوریه سال ۱۳۷۶ سوریه
3. نفر نخست مسابقات اوقاف سراسر کشور سال ۱۳۷۹ کرمانشاه
4. نفر دوم مسابقات بین‌المللی ایران سال ۱۳۷۹ تهران
5. نفر نخست دومین دوره مسابقات تیمی رشته قرائت سال ۱۳۸۱ اصفهان
6. نفر نخست مسابقات همسرائی مطلع‌الفجر سال ۱۳۷۴ تهران[۵]

## مسئولیت‌ها
1. مسئول کانون قرآن دانشگاه تهران حدود ۶ سال (تا سال ۱۳۷۷)
2. مؤسس و مدیرعامل خبرگزاری قرآن (ایکنا) (از آبان ۱۳۸۲ تا خرداد ۱۳۹۳)[۶]
3. عضو کمیتهٔ قرآن شورای عالی انقلاب فرهنگی (از سال ۱۳۷۹ تا ۱۳۸۵)
4. عضو شورای عالی قرآن سازمان اوقاف و امور خیریه (سال ۱۳۷۹)
5. دبیر جشنوارهٔ قرآنی دانشجویان ایران در دوره‌های یازدهم (۱۳۷۴)، هفدهم (۱۳۸۰)، هجدهم (۱۳۸۱)، نوزدهم (۱۳۸۲)، بیستم (۱۳۸۳)
6. مؤسس و مدیر مسئول دو هفته‌نامهٔ خبری، قرآنی «رایحه» از سال ۱۳۸۳ تا ۱۳۹۰
7. مؤسس و مدیر مسئول فصل‌نامهٔ علمی پژوهشی پژوهش‌های بین رشته‌ای قرآنی ۱۳۸۷ تا ۱۳۹۰
8. مؤسس و مدیر بخش دانشجویی نمایشگاه بین‌المللی قرآن‌کریم در دوره‌های دهم (۱۳۸۱)، یازدهم (۱۳۸۲)، دوازدهم (۱۳۸۳)، سیزدهم (۱۳۸۴)
9. مؤسس و دبیر یکمین و دومین مسابقات بین‌المللی قرآن دانشجویان مسلمان در سال‌های ۱۳۸۷ و ۱۳۸۵
10. مؤسس و رئیس سازمان فعالیت‌های قرآنی دانشجویان ایران سال (از سال ۱۳۸۰ تا ۱۳۸۹)
11. مشاور قرآنی سازمان ملی جوانان (از ۱۳۸۹ تا ۱۳۹۰)
12. مدیر گروه رسانه و جهانی شدن مرکز ملی جهانی شدن ریاست‌جمهوری (از ۱۳۹۱ تا ۱۳۹۲)
13. مدیر گروه ارزیابی فرهنگی معاونت فرهنگی جهاددانشگاهی از (۱۳۹۱ تا ۱۳۹۲)
14. مدیر گروه پژوهش‌های قرآنی پژوهشکده فرهنگ و هنر جهاد دانشگاهی (از سال ۱۳۹۲)
15. عضو شورای راهبردی فعالیت‌های قرآنی سازمان مناطق آزاد کشور (از سال ۱۳۹۲)
16. مشاور امور قرآنی وزارت ورزش و جوانان (از آذر ۱۳۹۳)
17. رئیس هیئت نظارت پنجمین دوره مسابقات بین‌المللی قرآن دانشجویان مسلمان، تهران ۱۳۹۳
18. دبیر نخستین جشنوارهٔ قرآنی سازمان جوانان هلال احمر ۱۳۹۳
19. رئیس فرهنگسرای قرآن تهران (از سال ۱۳۹۹ تا 1403)

## فعالیت‌ها
1. عضویت در گروه تواشیح بین‌المللی قدر از سال ۱۳۷۳ تا ۱۳۸۱
2. مسافرت برای قرائت قرآن در مدینه و مسجدالحرام در ایام حج تمتع در سال‌های ۱۳۷۶، ۱۳۷۹، ۱۳۸۰، ۱۳۸۱، ۱۳۸۲ و ۱۳۸۷
3. مسافرت برای قرائت قرآن به کشورهای: ترکیه بیش از ۲۰ بار در سال‌های ۱۳۷۵ تا ۱۳۹۳، سوریه، اردن، عراق ۱۳۷۶، ترکمنستان ۱۳۷۷، کرواسی ۳ بار در سال‌های ۱۳۷۲ و ۱۳۹۴، بوسنی و هرزگوین ۱۳۷۴، اتریش ۱۳۷۴، ۱۳۸۳، ۱۳۸۴، ۱۳۸۶ و ۱۳۸۷، انگلستان ۱۳۷۹، ژاپن ۱۳۸۵، چین ۱۳۸۷، مقدونیه ۱۳۸۰، مالزی ۶ بار از سال ۱۳۸۲، امارت متحده عربی ۴ بار و آلمان ۸ بار، دانمارک ۱۳۹۱، هلند ۲ بار در سال ۱۳۹۱
4. تدریس داوری رشتهٔ لحن قرآن از سال ۱۳۷۴ تاکنون
5. تدریس الحان قرآنی از سال ۱۳۷۱ در دانشگاه‌ها و مراکز آموزشی کشور تاکنون
6. داوری در مسابقات کشوری، دانشجویی، دانش‌آموزی، اوقاف، و سایر مسابقات از سال ۱۳۷۴
7. داوری در رشته تواشیح مسابقات کشوری سازمان اوقاف از سال ۱۳۷۹
8. تدریس الحان و مقامات قرآنی در برنامهٔ مفتاح ۱۳۹۳، شبکهٔ قرآن سیما